# 穆合麦·伊玛佐夫
穆合麦·伊玛佐夫，另译穆罕默·伊玛佐夫，东干族，吉尔吉斯斯坦作家、东干语言学家，吉尔吉斯科学院东干学部原主任，以东干语文学著称。2014年，伊玛佐夫代表吉尔吉斯科学院赴陕西师范大学参加了建校七十周年校庆活动。